# Município de Novo Selo
Pronunciação
Novo Selo é um município localizado na Macedônia do Norte, sendo também o nome homônimo da cidade onde a sede municipal está situada. De acordo com o último censo nacional macedônio realizado em 2002, o município tinha 11 597 habitantes.